# Proton (hordozórakéta)
A Proton, korábbi jelzése UR–500 vagy D–1 szovjet-orosz hordozórakéta, amely 1965-től van használatban és ma az egyik legerősebb hordozórakéta. A rakéták gyártását a Hrunyicsev Gépgyár, kereskedelmi indításait napjainkban az International Launch Services végzi.

## Története

### Előzmények
Az 1960-as évek elején a Vlagyimir Cselomej vezetése alatt álló OKB–52 tervezőiroda kidolgozta az univerzális rakéta (UR) tervét, amely egységesített szerkezeti elemekből felépülő különféle teherbírású ballisztikusrakéta-családot jelentett. Az UR család legkisebb tagja az UR–100 interkontinentális ballisztikus rakéta volt, míg az UR–200 közepes teherbírású rakéta volt. Az univerzális rakétacsalád nagy teherbírású, nehéz tagjaként készült el az UR–500 interkontinentális ballisztikus rakéta. Legnagyobb tagjait, az UR–700-t a holdprogramhoz, az UR–900-t a Naprendszer más bolygóinak elérésére szánták. Csak az UR–100 és az UR–500 sorozatgyártása valósult meg. Előbbi a legnagyobb darabszámban gyártott szovjet interkontinentális ballisztikus rakéta lett, a hidegháború csúcspontján egyszerre 950 darab állt szolgálatban a silókban. Az UR–500 programját azonban két indítást követően törölték, a rakéta a későbbi Proton hordozórakéta alapja lett.

### Az UR–500
Cselomejnek sikerült megszereznie Hruscsov támogatását, így az UR–100 és az UR–200 mellett az UR–500 rakéta fejlesztése is elkezdődhetett. Az UR–500 interkontinentális ballisztikus rakéta kifejlesztésére az SZKP és a Szovjetunió minisztertanácsa közös, 1962. április 29-i, 409-183. sz. határozatában adott megbízást az 1960 óta az OKB–52 1. sz. fiókintézeteként működő  OKB–23 (később Szaljut tervezőiroda) tervezőirodának. A projekt főkonstruktőrének először Pavel Ivenszent nevezték ki. Őt később Jurij Trufanov, majd Dmitrij Poluhin követte ezen a poszton. A három évig tartó fejlesztési projektet vezető mérnökként végig Vitalij Vidorov felügyelte.
A rakéta a kezdeti tervezési koncepció szerint négy, egymással párhuzamosan összeépített UR–200 rakétából állt volna, melyhez az UR–200 átalakított második fokozata kapcsolódott volna felülről harmadik fokozatként. Az elméleti számítások azonban azt mutatták, hogy ez az elrendezés nem biztosítana kellő teherbírást a rakétának. Ezért átdolgozták a terveket, és a háromfokozatú rakétát a hagyományos elrendezésben, a fokozatok egymás után összeépítve alakították ki, felhasználva az UR–200-as felső fokozatát.
Az UR–500-t két változatban tervezték gyártani. Az egyik változat a 150 Mt hatóerejű termonukleáris töltettel felszerelt, 120 000 km hatótávolságú, hagyományos interkontinentális ballisztikus rakéta volt. Emellett egy további változat kialakítását is tervezték, melyet a részlegesen orbitális pályájú csapásmérő rendszer (vagy orosz terminológia szerint globális rakéta) hordozóeszközének szántak.
1964 októberében leváltották Hruscsovot és ez megpecsételte az UR–200-as rakéta sorsát. Cselomej pozíciója gyengült, míg Koroljové erősödött. Ennek következtében a Koroljov által vezetett OKB–1-nél fejlesztett R–9-es rakétához hasonló paraméterekkel rendelkező UR–200 fejlesztési programját leállították. Tekintettel arra, hogy az UR–500-hoz az UR–200-as rakéta egyes elemeit is felhasználták, hasonló sors várt az UR-500-asra is. A Cselomejjel jó viszonyt ápoló, és a szovjet űrkutatás egyik központi elméleti szakembereként erős befolyással rendelkező Msztyiszlav Keldis akadémikus támogatásának köszönhetően sikerült megmenteni az UR–500-as fejlesztési programját, de már új szerepkörben, mint űrhajózási hordozórakéta.
Cselomej minél hamarabb szerette volna megépíteni a rakétát, hogy a tervezőirodája számára amúgy is bizonytalan politikai környezetben az UR–500-as projektet biztosan folytathassa. Az űrhajózási célra áttervezett UR–500-as szükségességét egy minél korábbi indítással akarták alátámasztani. Átdolgozták a terveket, a rakéta így kétfokozatú lett. 1965 elején a vezérlőberendezésért felelős NIIAP tervezőiroda elvégezte a megváltozott funkció miatt szükséges módosításokat. A Hrunyicsev Gépgyár 1965 tavaszán elkészítette az egyes rakétafokozatokat. Eközben Cselomej hasznos teherről is gondoskodott a hordozórakéta számára. A Moszkvai Állami Egyetem Atomfizikai Tudományos Kutatóintézetével közösen elkezdték egy kozmikus részecskék vizsgálatára szolgáló műhold kidolgozását. Az OKB–52 tervezőiroda elkészítette a több mint 7 tonna tömegű Proton műholdat, melyhez az UR–500 harmadik fokozatának szánt alkatrészeket is felhasználták. Az első, már űrkutatási célra szánt, kétfokozatúvá alakított UR–500-as (GRAU-kódja: 8K82) első indítását 1965. július 16-án hajtották végre, amikor a hordozórakétával a Proton–1 tudományos műholdat állították pályára. Majd 1966-ig még további három Proton proton műholdat állítottak pályára az UR–500-assal.
A rakétának hivatalosan a Gerkulesz (más adatok szerint az Atlant) elnevezést szánták, a sajtóban azonban az első indításánál szállított hasznos teher, a Proton–1 nehéz tudományos műhold után a Proton elnevezés terjedt el, majd végül ez lett a hivatalos elnevezése is.

### A háromfokozatú UR–500K
A nagy teherbírású hordozórakétában rejlő lehetőségek alapján esett a választás az UR–500-as hordozórakétára mint a szovjet holdprogram második fázisában indítani tervezett, Holdat megkerülő, személyzettel ellátottt űrhajók hordozóeszköze.  Az OKB–52 1. sz. fiókintézete 1965 júliusában kezdte el az UR–500-as háromfokozatú UR–500K (más néven Proton–K) tervezését. Ezzel egyidőben kezdődött el az OKB–1-nél az N1 hordozórakéta ötödik fokozata, a D jelzést kapott rakéta-végfokozat fejlesztése is, amelyet a Proton hordozórakétánál a negyedik fokozatként használtak fel.
1965 és 1970 között a Protonnak sok indítása kudarccal végződött, de a tökéletesítés után ez az egyik legmegbízhatóbb nehézrakéta. A 300 indításnak 96%-a sikeres volt. Protonnal indították a személyzet nélküli Zond repüléseket a Holdhoz, több űrszondát a Holdra (Luna–24), a Marsra (Fobosz, Marsz–8) és a Vénuszra (Venyera, Vega) a négy fokozatú D-1e változattal, a Szaljut űrállomásokat, a Mir űrállomás központi modulját és a Nemzetközi Űrállomás Zarja és Zvezda modulját. Az utóbbi években több kereskedelmi műholdat indított az International Launch Services közvetítésével.
2006. március 1-jén egy Proton-M nem tudta tervezett pályára állítani az Arabsat-4A műholdat. A felső fokozat korán leállt és a műhold nem érte el a geostacionárius pályát. A vizsgálat azt mutatta, hogy egy idegen részecske került a felső fokozat oxidáló rendszerébe. A változtatások után a Proton-M 2006. augusztus 5-én sikeresen indította az európai Hot Bird-8-at.
2011. augusztus 18-án a Briz-M végfokozat hibája miatt nem sikerült tervezett pályára állítania a Protonnak az Express AM-4 távközlési műholdat. A hibát hamar megállapították, így következő indításokat időben el tudják végezni.

## Műszaki  jellemzői
A Proton első fokozatába az NPO Enyergomas által készített RD–253 hajtóműveket építették. Az  aszimmetrikus dimetil-hidrazin (UDMH) és dinitrogén-tetroxidot (N2O4) használó hajtóművet Koroljov az N1-es rakétájához nem használta, mert a rendkívül toxikus és rákkeltő dimetil-hidrazin hajtóanyagot veszélyesnek találta, illetve elégedetlen volt a hajtómű fajlagos impulzusával is. Ezek hipergol hajtóanyagok, nincs szükség gyújtórendszerre. Normál környezeti hőmérsékleten tárolják, ezért alacsony hőmérsékletet tűrő komponensekre sincs szükség, a rakéta hosszú ideig állhat indítóállványon a hajtóanyag elpárolgása nélkül. Hátrány, hogy nagyon mérgező és különleges kezelést igényel.

## Változatok

### Proton–K
A Proton-K (8K82K) fokozatai:
| Fokozat      | Proton K-1            | Proton K-2            | Proton K-3            | Proton 11S824         |
| ------------ | --------------------- | --------------------- | --------------------- | --------------------- |
| Teljes tömeg | 450 510 kg            | 167 828 kg            | 50 747 kg             | 13 360 kg             |
| Üres tömeg   | 31 100 kg             | 11 715 kg             | 4 185 kg              | 1 800 kg              |
| Tolóerő      | 10 470 kN             | 2 399 kN              | 630 kN                | 83 kN                 |
| Isp          | 316 mp (3.10 kN·s/kg) | 327 mp (3.21 kN·s/kg) | 325 mp (3.19 kN·s/kg) | 346 mp (3.39 kN·s/kg) |
| Égési idő    | 124 mp                | 206 mp                | 238 mp                | 470 mp                |
| Isp(sl)      | 267 mp (2.62 kN·s/kg) | 230 mp (2.26 kN·s/kg) |                       |                       |
| Átmérő       | 4.15 m                | 4.15 m                | 4.15 m                | 3.70 m                |
| Fesztáv      | 7.4 m                 |                       |                       |                       |
| Hossz        | 21.2 m                | 14.0 m                | 6.5 m                 | 5.5 m                 |
| Hajtóanyag   | N2O4/UDMH             | N2O4/UDMH             | N2O4/UDMH             | LOX/Kerazin           |
| Hajtóművek   | 6 x RD-253-11D48      | 4 x RD-0210           | 1 x RD-0212           | 1 x RD-58             |
| Egyéb jelzés | 8S810K                | 8S811K                |                       | 11S824, Block D, D-1e |

### Proton-M
A Proton-M a legújabb változat, 3–3,2 tonnát állíthat geostacionárius pályára, 5,5 tonnát átmeneti geostacionárius pályára, 22 tonnát alacsony Föld körüli pályára 51,6° hajlással, amely a Nemzetközi Űrállomás (korábban a Mir) pályája.
A D rakéta-végfokozatot Briz–M-re cserélték. Csökkentették az alsó fokozatok szerkezeti tömegét, növelték a tolóerőt és a hajtóanyag is teljesen elhasználódik (nem szennyezi a fokozat becsapódási helyét).

A Proton-M fokozatai:
| Fokozat      | Proton KM-1      | Proton K-2 8S811K | Proton K-3  | Proton KM-4 Briz-M |
| ------------ | ---------------- | ----------------- | ----------- | ------------------ |
| Teljes tömeg | 450 400 kg       | 167 828 kg        | 50 747 kg   | 22 170 kg          |
| Üres tömeg   | 31 000 kg        | 11 715 kg         | 4 185 kg    | 2 370 kg           |
| Tolóerő      | 1 074 000 kgf    | 244 652 kgf       | 64 260 kgf  | 2000 kgf           |
| Isp          | 317 mp           | 327 mp            | 325 mp      | 326 mp             |
| Égési idő    | 108 mp           | 206 mp            | 238 mp      | 3000 mp            |
| Isp(sl)      | 285 mp           | 230 mp            | 230 mp      |                    |
| Átmérő       | 7.40 m           | 4.15 m            | 4.15 m      | 2.50 m             |
| Fesztáv      | 7.40 m           | 4.15 m            | 4.15 m      | 4.10 m             |
| Hossz        | 21.0 m           | 14.0 m            | 6.5 m       | 2.61 m             |
| Hajtóanyag   | N2O4/UDMH        | N2O4/UDMH         | N2O4/UDMH   | N2O4/UDMH          |
| Hajtóművek   | 6 x RD-253-14D14 | 4 x RD-0210       | 1 x RD-0212 | 1 x S5.98M         |

## Indítási napló (nem teljes)
| Változat, végfokozat | Dátum, időpont (GMT)          | Starthely | Teher, megrendelő                                    | Eredmény | Megjegyzés |
| -------------------- | ----------------------------- | --------- | ---------------------------------------------------- | -------- | ---------- |
| Proton-M, Briz–M     | 2009. február 11. 01:03       | Bajkonur  | Ekszpressz-AM44, Ekszpressz-MD1                      | Sikeres  |            |
| Proton-M, Briz–M     | 2009. május 16.               | Bajkonur  | ProtoStar II                                         | Sikeres  |            |
| Proton-M, Briz–M     | 2009. május 16.               | Bajkonur  | ProtoStar II                                         | Sikeres  |            |
| Proton-M, Briz–M     | 2009. augusztus 11.           | Bajkonur  | AsiaSat–5                                            | Sikeres  |            |
| Proton-M, Briz–M     | 2009. szeptember              | Bajkonur  | Nimiq–5                                              | [ 7 ]    |            |
|                      | 2009. szeptember              | Bajkonur  | GLONASZSZ műhold                                     | [ 7 ]    |            |
|                      | 2009.                         | Bajkonur  | MSV–1                                                |          |            |
|                      | 2009.                         | Bajkonur  | Arabsat 5B                                           |          |            |
| Proton-M, Briz–M     | 2009. december 29. 01:22 CEST | Bajkonur  | Arabsat 5B                                           |          |            |
| Proton-M, Briz–M     | 2010. február 12. 01:39 CEST  | Bajkonur  | Intelsat 16                                          | Sikeres  |            |
| Tervezett indítások  |                               |           |                                                      |          |            |
|                      | 2011.                         | Bajkonur  | Multipurpose Laboratory Module, European Robotic Arm |          |            |

## Külső hivatkozások

### Magyar oldalak
- A Proton 40 éves (2005. július 16.)

### Külföldi oldalak
- Proton rocket specifications sheet
- Proton M Debuts With Successful Ekran Launch on April 7, 2001
- Proton 8K82K / Briz-M (Astronautix)